# Mesoplodon
Mesoplodon es un género de cetáceos odontocetos de la familia Ziphidae que reúne catorce especies, por lo que es el más numeroso género de cetáceos.
El nombre proviene del griego meso (medio), hopla (las armas) y odon (dientes), y puede ser traducido como "armados con dientes en el medio (de la mandíbula)".
Los científicos creen que se van a encontrar más especies, pues son animales poco conocidos; tampoco se sabe el estado de conservación de las especies conocidas.

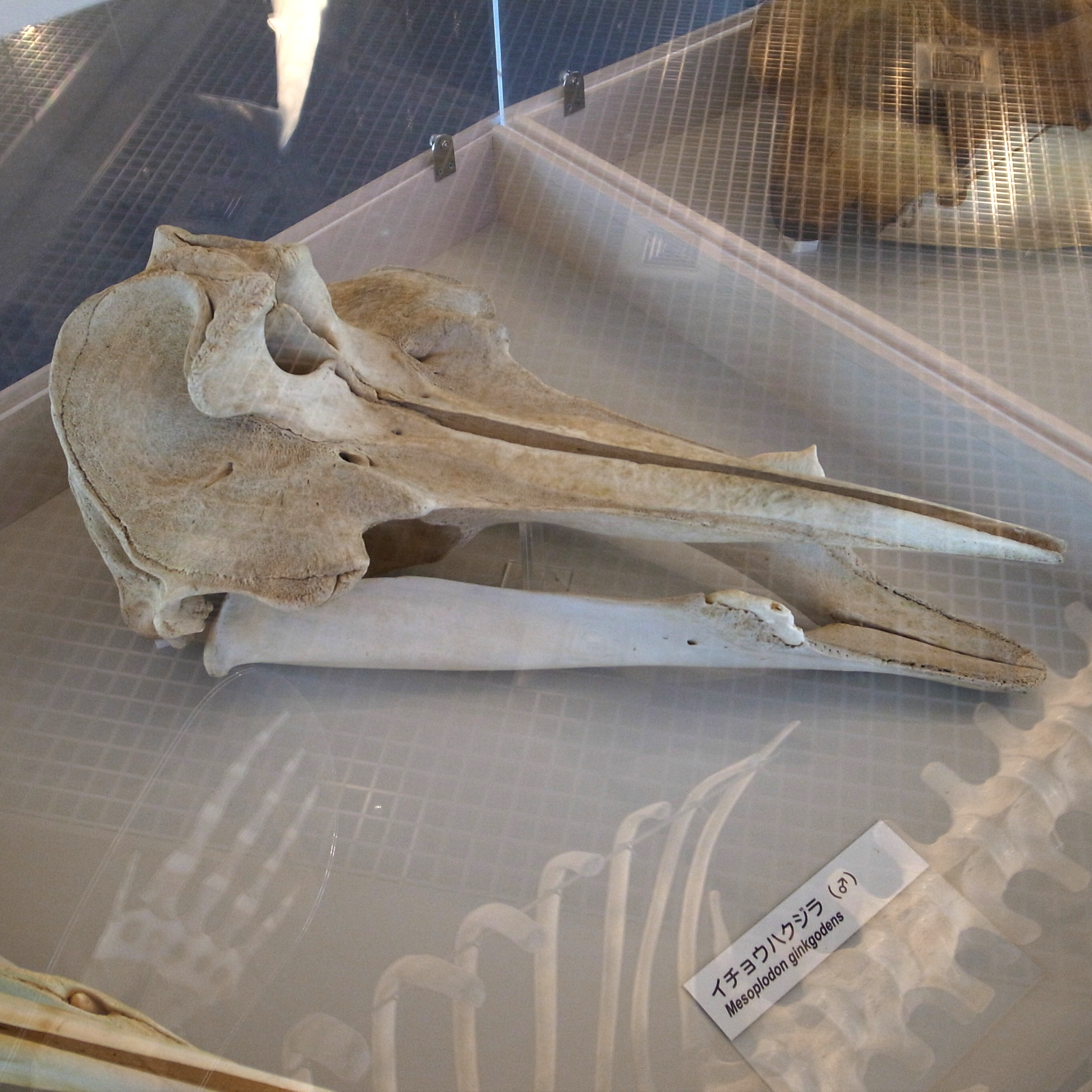
Cráneo de Mesoplodon ginkgodens.

## Especies
- Zifio de Sowerdy (Mesoplodon bidens)
- Zifio de Andrew (Mesoplodon bowdoini)
- Zifio de Hubbs (Mesoplodon carlhubbsi)
- Zifio de Blainville (Mesoplodon densirostris)
- Zifio de Gervais (Mesoplodon europaeus)
- Zifio de Ginokgo (Mesoplodon ginkgodens)
- Zifio de Gray (Mesoplodon grayi)
- Zifio de Héctor (Mesoplodon hectori)
- Zifio de Deraniyagala (Mesoplodon hotaula)
- Zifio de Layard (Mesoplodon layardii)
- Zifio de True (Mesoplodon mirus)
- Zifio de Perrin (Mesoplodon perrini)
- Zifio del Perú (Mesoplodon peruvianus)
- Zifio de Stejneger (Mesoplodon stejnegeri)
- Zifio de Travers (Mesoplodon traversii)